# Echinodorus bracteatus
Echinodorus bracteatus là một loài thực vật có hoa trong họ Alismataceae. Loài này được Micheli mô tả khoa học đầu tiên năm 1881.